# Cratere Van der Waals
Van der Waals è un grande cratere lunare di 113,37 km situato nella parte sud-occidentale della faccia nascosta della Luna.